# Lew Sapieha
Pour les articles homonymes, voir Maison Sapieha.
Lew Sapieha (1557-1633), membre de la noble famille Sapieha, grand secrétaire du Grand duché de Lituanie (1580), grand clerc (1581), grand chancelier de la Cour (1585), grand chancelier de Lituanie (1587-1623), voïvode de Vilnius (1621), grand hetman de Lituanie (1625-1633).

## Biographie
Il est le fils d'Iwan Iwanowicz Sapieha et de Bohdana Drucka Konopka.
Il nait à Ostrovno (Biélorussie), près de Vitebsk. Il fait ses études à Leipzig et travaille, sous la direction de Jan Zamoyski à la chancellerie d'Étienne Báthory roi de Pologne et grand-duc de Lituanie.
Élevé dans la religion orthodoxe, il se convertit au calvinisme et fonde un certain nombre d'églises dans ses domaines. Dans les années 1570, il se tourne vers l'unitarisme. Déstabilisé par les querelles au sein du camp protestant, il se convertit, en 1586, au catholicisme romain dont il devient un défenseur zélé. Après l'Union de Brest, il impose la conversion aux orthodoxes.
En 1584-1600, il est partisan d'un rapprochement politique avec Moscou et en 1600 conduit une mission diplomatique auprès du tsar Boris Godounov pour lui proposer une union, mais celui-ci décline la proposition. Il participe également aux guerres avec Muscou sous le règne d'Étienne Báthory et de Sigismund III Vasa dont il soutient le plan de s'emparer du trône de Moscou et devient son conseiller. En 1618, il participe à l'expédition militaire de Ladislas IV Vasa à Moscou.
Lew Sapieha décède le 7 juillet 1633 à Vilnius. Il est inhumé dans la crypte de l'Église Saint-Michel. Son tombeau demeure à ce jour la plus grande œuvre d'art de ce genre sur le territoire de la Lituanie.

## Mariages et descendance
Lew Sapieha épouse Dorota Firlej (en), fille d'Andrzej Firlej et Barbara Szreńska, veuve de Stefan Zbaraski. Ils ont pour enfants:
- Katarzyna (née et morte en 1586)
- Krzysztof (né et mort en 1588)
- Jan Stanisław (1589–1635), maréchal de la Cour de Lituanie et Grand maréchal de Lituanie
- Andrzej (né et mort en 1591)

Il épouse ensuite Halaszka Radziwiłł, fille de Krzysztof Mikołaj Radziwiłł et Katarzyna Tęczyńska. Ils ont pour enfants:
- Anna (1603-1627)
- Krzysztof Michał (1607–1631)
- Kazimierz Lew (1609–1656)

## Sources
- (en) Cet article est partiellement ou en totalité issu de l’article de Wikipédia en anglais intitulé « Lew Sapieha » (voir la liste des auteurs).

- (pl) Cet article est partiellement ou en totalité issu de l’article de Wikipédia en polonais intitulé « Lew Sapieha » (voir la liste des auteurs).